# 藍星的預言
《貓戰士外傳之1：藍星的預言》是美國少年奇幻小說系列《貓戰士》外傳之1，分上、下兩集，作者為艾琳·杭特。內容描述藍星面對各個選擇，努力當上雷族族長的故事。
1. ↑  . 晨星網路書店.   [2025-06-19].